# Brosjön (Torsås socken, Småland)
Brosjön är en sjö i Karlskrona kommun och Torsås kommun i Småland och ingår i Bruatorpsåns huvudavrinningsområde. Sjön är 7,2 meter djup, har en yta på 0,131 kvadratkilometer och är belägen 76,9 meter över havet. Sjön avvattnas av vattendraget Hulekvillen. Vid provfiske har abborre, gädda, mört och sarv fångats i sjön.

## Delavrinningsområde
Brosjön ingår i det delavrinningsområde (625098-150315) som SMHI kallar för Mynnar i Bruatorpsån. Medelhöjden är 76 meter över havet och ytan är 20,38 kvadratkilometer. Det finns inga avrinningsområden uppströms utan avrinningsområdet är högsta punkten. Hulekvillen som avvattnar avrinningsområdet har biflödesordning 2, vilket innebär att vattnet flödar genom totalt 2 vattendrag innan det når havet efter 22 kilometer. Avrinningsområdet består mestadels av skog (80 procent). Avrinningsområdet har 0,64 kvadratkilometer vattenytor vilket ger det en sjöprocent på 3,1 procent.